# Testing (album)
Pour les articles homonymes, voir Testing.
Albums de A$AP Rocky
At. Long. Last. ASAP
(2015)
Singles
1. ASAP Forever
Sortie : 5 avril 2018
2. Praise the Lord (Da Shine)
Sortie : 26 juin 2018

Testing est le troisième album studio de A$AP Rocky, sorti le 25 mai 2018, sur les labels ASAP Worldwide, Polo Grounds et RCA.

## Réception

### Critique
Testing reçoit un accueil mitigé dans la presse spécialisée, cumulant un score de 67 sur 100 sur le site Metacritic, basé sur huit critiques. Bansky Gonzalez de Consequence of Sound donne une note positive à l'album : « Les chansons sont occupées, remplies d’instrumentation rayonnante et de voix empilées, et prennent rarement le temps de respirer ».
Du côté de la presse française, François Moreau des Inrockuptibles note qu'« appuyé par une multitude de featurings, A$AP Rocky défriche de nouveaux territoires ». Olivier Lamm de Libération estime que le rappeur « déçoit par péchés d’ambition et de naïveté », ajoutant que la « plupart du temps, A$AP Rocky a l’air de se balader dans son disque plutôt qu’il ne l’habite, jusqu’à se faire piquer la paternité de ses chansons par ses invités ».

## Liste des titres
| No  | Titre                                                                                                   | Auteur | Contient un (des) sample(s) de                                                                             | Durée |
| --- | --- | --- | --- | ----- |
| 1.  | Distorted Records (Produit par Delgado, Lord Flacko et Nez & Rio)                                       | Rakim Mayers, Mario Loving, Nesbitt Wesonga, Hector Delgado                                                                               | | 2:20  |
| 2.  | ASAP Forever (Remix) (featuring Moby, T.I. et Kid Cudi – Produit par Delgado, Lord Flacko et Jordie X)  | Mayers, Delgado, Jordan Garrett, Chloe Danquah, Scott Mescudi, Clifford Harris, Richard Hall                                              | Porcelain de Moby ASAP de T.I.                                                                             | 5:15  |
| 3.  | Tony Tone (Produit par FNZ, Delgado et Lord Flacko)                                                     | Mayers, Michael Mule, Delgado, Isaac de Boni, Sean Combs, Roger Webb                                                                      | Man Inside de Roger Webb My Mike Sounds Nice de Salt-N-Pepa                                                | 3:28  |
| 4.  | Fukk Sleep (featuring FKA Twigs – Produit par Delgado, Boi-1da, FNZ et Lord Flacko)                     | Mayers, Andrew VanWyngarden, Delgado, Matthew Samuels, Michael Burman, Tahliah Barnett, Albert Johnson, Gary Lucas, Michael Tyler         | FYM de Joyner Lucas feat. Mystikal                                                                         | 3:12  |
| 5.  | Praise the Lord (Da Shine) (featuring Skepta – Produit par Sekpta)                                      | Mayers, Joseph Junior Adenuga, Delgado | Andean Stroll Panpipe 02 de Apple Inc.                                                                     | 3:25  |
| 6.  | Calldrops (featuring Kodak Black – Produit par Boys Noize, Delgado et Lord Flacko)                      | Mayers, Alexander Ridha, Delgado, Ade Odunlami, Dieuson Octave, Dave Bixby, Hayward Ivy, Shelly Manne, Brad Jordan, John Okuribido        | Morning Sun de Dave Bixby Infinity de Shelly Manne Money and the Power de Scarface                         | 2:42  |
| 7.  | Buck Shots (Produit par Kelvin Krash)                                                                   | Mayers, Delgado, Kelvin Magnusen, Jordan Carter, Toumani Diabate                                                                          | | 2:47  |
| 8.  | Gunz n Butter (featuring Juicy J – Produit par Delgado, Blunt, Lord Flacko et Crazy Mike)               | Mayers, Delgado, Dean Blunt, Mike Foster, Jordan Houston, Paul Beauregard, Patrick Houston                                                | Cookies de Babyfather Still Ridin' Clean de Project Pat                                                    | 3:33  |
| 9.  | Brotha Man (featuring French Montana – Produit par Rico Love, D-Town the Great, Delgado et Lord Flacko) | Mayers, Richard Butler, Dwayne Nesmith, Karim Kharbouch, Christopher Breaux, Calvin Broadus, Leon Michels, Toby Pazner, Jeffrey Silverman | Intermission de Lee Fields                                                                                 | 3:36  |
| 10. | OG Beeper (Produit par Nez & Rio et Boys Noize)                                                         | Mayers, Loving, Wesonga, Ridha, Delgado, James Baker, Ivy, Tommy Wright III                                                               | Shoot to Kill de Tommy Wright III Screet Type Nigga de Tommy Wright III Playaz Out Tha South de 2nd Family | 2:35  |
| 11. | Kids Turned Out Fine (Produit par CharlieMumbles, Estiee, Delgado et Lord Flacko)                       | Mayers, Bryan Rogers, Esteban Scott, Delgado                                                                                              | Don't Come Home Today de Good Morning                                                                      | 3:03  |
| 12. | Hun43rd (Produit par Hynes)                                                                             | Mayers, Devonté Hynes, Delgado, Tupac Shakur, Tyruss Himes, Maurice Shakur, Diron Rivers, Walter Burns                                    | Cradle to the Grave de Thug Life                                                                           | 4:02  |
| 13. | Changes (Produit par Jim Jonsin, FNZ, Delgado, Lord Flacko, Jerry Powell et DJ Khalil)                  | Mayers, James Scheffer, Mule, de Boni, Gerard Powell II, Delgado                                                                          | Int'l Players Anthem (I Choose You) de UGK feat. Outkast                                                   | 5:14  |
| 14. | Black Tux, White Collar (Produit par Clams Casino, Tank God, Delgado, Lord Flacko et Kelvin Krash)      | Mayers, Michael Volpe, Louis Bell, Delgado, Magnusen                                                                                      | | 2:42  |
| 15. | Purity (featuring Frank Ocean – Produit par Blunt, FNZ, Delgado et Lord Flacko)                         | Mayers, Blunt, Mule, Delgado, de Boni, Breaux, Lauryn Hill                                                                                | I Gotta Find Peace of Mind de Lauryn Hill                                                                  | 4:22  |